# Owal Kartezjusza
Owal Kartezjusza – płaska krzywa geometryczna czwartego stopnia opisana równaniem:
{\displaystyle (x^{2}+y^{2}-2ax)^{2}=b^{2}(x^{2}+y^{2})+c,}
gdzie {\displaystyle a,} {\displaystyle b} i {\displaystyle c} są stałymi.
Jest to miejsce geometryczne takich punktów, że suma odległości {\displaystyle r_{1}} i {\displaystyle r_{2}} od dwóch punktów {\displaystyle F_{1}} i {\displaystyle F_{2}} (zwanych ogniskami) pomnożonych przez stałe {\displaystyle p_{1}} i {\displaystyle p_{2}} jest stała, czyli:
{\displaystyle p_{1}r_{1}+p_{2}r_{2}=\mathrm {const} .}
Charakterystyczne są następujące zależności:
- dla {\displaystyle p_{1}=p_{2}} otrzymuje się elipsę,
- dla {\displaystyle p_{1}=-p_{2}} otrzymuje się hiperbolę.

Krzywą tę zbadał i opisał Kartezjusz.